# Cyclura cychlura
Espèce
Synonymes
- Iguana cychlura Cuvier, 1829
- Cyclura baelopha Cope, 1862
- Cyclura inornata Barbour & Noble, 1916
- Cyclura figginsi Barbour, 1923

Statut de conservation UICN

 VU A2bce; B1ab(i,ii,iii,iv,v) : Vulnérable
Statut CITES
Cyclura cychlura est une espèce de sauriens de la famille des Iguanidae endémique des Bahamas, et notamment de l'île d'Andros et des îles Exumas. C'est un iguane massif, dont la coloration est assez vive, et variable d'une île à l'autre. Cet iguane est essentiellement herbivore, se nourrissant de feuilles, de fleurs et de fruits de différentes plantes. Il est assez tardif, atteignant la maturité entre 8 et 12 ans. L'accouplement a lieu d'avril à mai, puis les femelles pondent entre 1 et 19 œufs qui incubent durant environ 75 à 85 jours. Cyclura cychlura comprend trois sous-espèce, Cyclura cychlura cychlura qui vit à Andros, Cyclura cychlura inornata dans le nord des îles Exumas, et Cyclura cychlura figginsi que l'on trouve dans le centre et le sud des îles Exumas. Cette espèce est en déclin à l'état sauvage, menacée par la chasse dont elle fait l'objet pour l'alimentation des populations des îles, par la disparition de son habitat et par la présence d'animaux introduits sur les îles comme les chiens ou les porcs. Il est donc classé « vulnérable ».

## Anatomie et morphologie
Cyclura cychlura est un grand iguane au corps massif, avec une crête épineuse sur son dos. Il est vivement coloré, et sa coloration est très variable d'une île à l'autre. Ainsi les iguanes de l'île d'Andros sont gris foncé à noir, avec des écailles teintées de jaune sur les jambes, la crête dorsale et la tête. Chez les animaux plus âgés, cette teinte tire vers l'orange-rouge, notamment chez les mâles. À Bitter Guana et Gaulin Cays les adultes sont gris noir avec des taches gris pâle, et les écailles de la crête sont blanches ou rouge pâle, et les écailles de la tête sont noires. Les adultes de Guana Cay sont noirs ternes avec le ventre et la gorge blanche ou grise et une tête et un visage bleu clair. Ceux d'Allen's Cay sont gris noir avec des motifs crèmes, roses ou orange.
Cette espèce, comme les autres espèces de Cyclura, présente un dimorphisme sexuel bien marqué ; les mâles sont plus grands que les femelles, et ont une crête dorsale plus proéminente et de plus grands pores fémoraux sur leurs cuisses, qui sont utilisés pour relâcher des phéromones,.

## Biologie et écologie

### Comportement
Cyclura collei est une espèce principalement terrestre, mais qui passe aussi du temps dans les arbres et les buissons. Jeunes et adultes y grimpent le matin pour se nourrir ou se réchauffer au soleil. C'est une espèce homéotherme qui doit passer du temps pour sa thermorégulation. La nuit, les jeunes s'abritent souvent dans des trous dans des arbres, et les adultes se réfugient dans des terriers qu'ils ont creusé, ou dans des crevasses dans les rochers. Les mâles sont territoriaux, et défendent activement leur territoire dont ils chassent les autres mâles. Ce comportement est moins fréquent sur certaines îles, notamment lorsque la densité de population est élevée. Les femelles ne sont pas territoriales, mais défendent leurs nids pendant sa construction et parfois pendant quelques semaines après la ponte.

### Alimentation

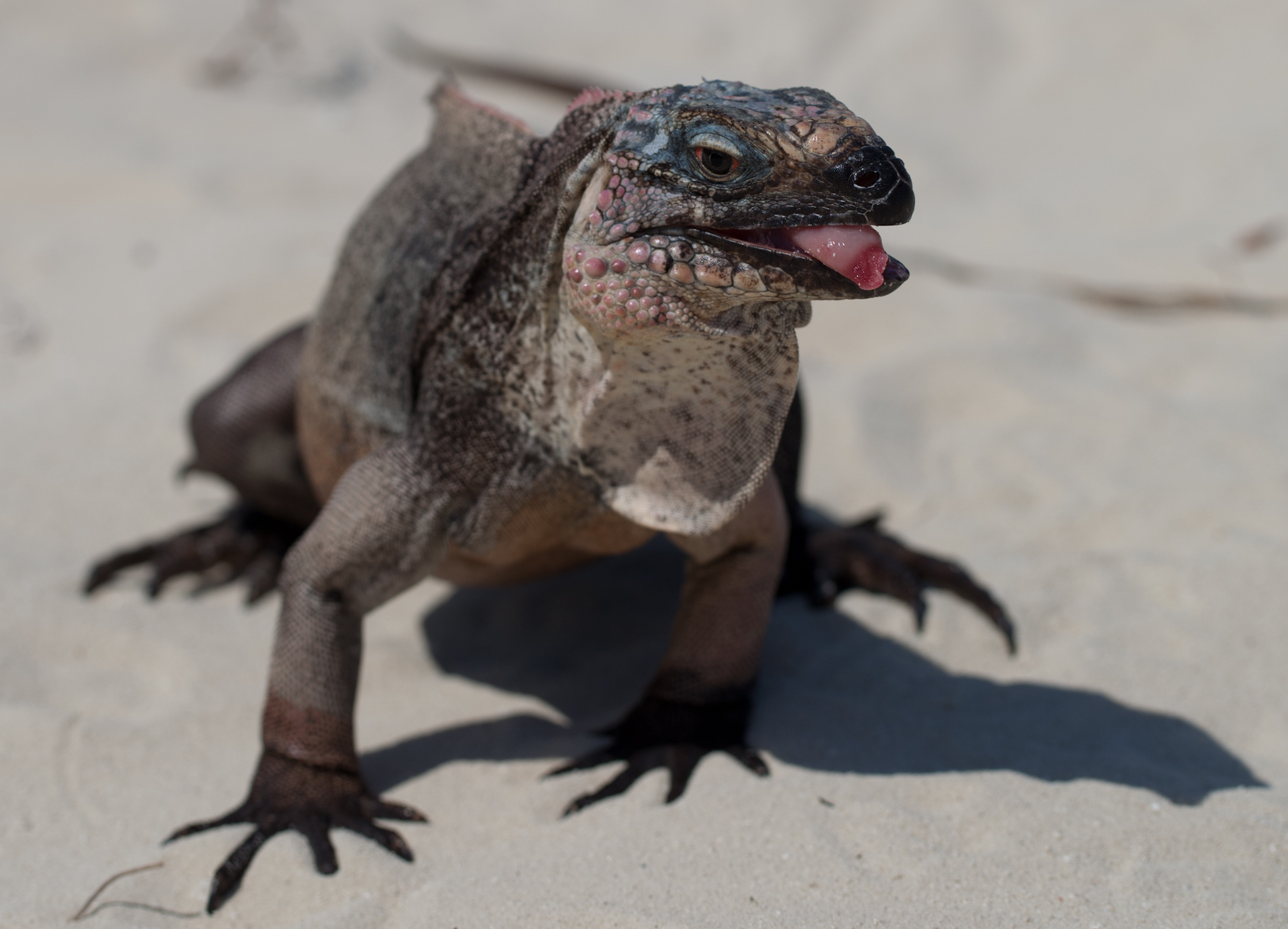
Cyclura cychlura est une espèce principalement herbivore.

Comme toutes les espèces de Cyclura, Cyclura cychlura est essentiellement herbivore, consommant des feuilles, des fleurs et des fruits de plus de 100 espèces de plantes différentes. Parmi celles-ci, les plus couramment consommées sont Casasia clusiifolia, Conocarpus erectus, Rhachicallis americana et Manilkara bahamensis. Ce régime est très rarement complété par des insectes et des invertébrés. Il a été observé qu’en captivité il se nourrit d’animaux et de végétaux. De manière plus étonnante, des animaux ont été observés dans les îles Exumas pratiquer la coprophagie, consommant les fèces de Zenaida leucocephala et du Pigeon à couronne blanche (Columba leucocephala).
Une étude menée en 2000 par le docteur Allison Alberts au zoo de San Diego a révélé que ces animaux participent à la dissémination des graines de plusieurs plantes, et que les graines qui sont passées par leur tractus digestif germent plus rapidement que les autres,. Ces graines contenues dans les fruits consommés par les iguanes ont un réel avantage adaptatif puisqu'elles germent avant la fin de la très courte saison des pluies. Cyclura cychlura représente également un très bon moyen de dissémination de ces graines, notamment lorsque les femelles migrent vers les sites de nidification et, en tant que plus grand herbivore dans leur écosystème insulaire, ils sont essentiels pour maintenir un équilibre entre le climat et la végétation.
Comme les autres lézards herbivores, Cyclura cychlura doit faire face à un problème d'osmorégulation : la matière végétale contient plus de potassium et moins d'éléments nutritionnels en proportion que de la viande, et les animaux doivent donc en consommer de plus grandes quantités pour satisfaire leurs besoins métaboliques. A la différence de ceux des mammifères, les reins des reptiles ne peuvent pas concentrer leur urine pour préserver l'eau corporelle. A la place les reptiles excrètent à travers leur cloaque de l'acide urique toxique. Dans le cas de Cyclura cychlura, qui consomme beaucoup de végétaux, l'excès d'ions salés est excrété via une glande à sel de la même manière que les oiseaux.

### Cycle de vie
Espèce ovipare, Cyclura cychlura s'accouple vers mi-mai dans les îles Exumas, et un peu plus tôt au mois d'avril à Andros, et la nidification a lieu respectivement fin juin et en mai et juin. Le nid est généralement bâti dans un terriers creusés dans le sol, mais les femelles peuvent parfois utiliser des termitières, qui assurent aux œufs un habitat sec et une température relativement constante pour l'incubation. La période de nidification correspond pour cette espèce à la saison des pluies. De cette manière, les risques de dessiccation des œufs sont limités, et les jeunes ont toutes les chances de trouver de la nourriture en abondance, notamment des fruits. Les femelles défendent le nid durant la ponte, et souvent pendant trois à quatre semaines après celle-ci. Ce comportement n'a pas été observé chez les animaux des îles Exuma.
Les plus grosses femelles réalisent une ponte tous les ans, mais ce n'est pas le cas de toutes les femelles. La taille de la ponte varie entre 1 et 19 œufs, les femelles les plus grosses et les plus âgées réalisant les plus grosses pontes. Les nouveau-nés éclosent fin septembre et début octobre dans les îles Exumas, en août et septembre à Andros, après 75 à 85 jours d'incubation. Les femelles atteignent la maturité sexuelle à l'âge de 12 ans dans les îles Exumas et 8 ans à Andros, mais ce développement tardif est compensé par une grande longévité, pouvant atteindre 40 ans.

## Répartition

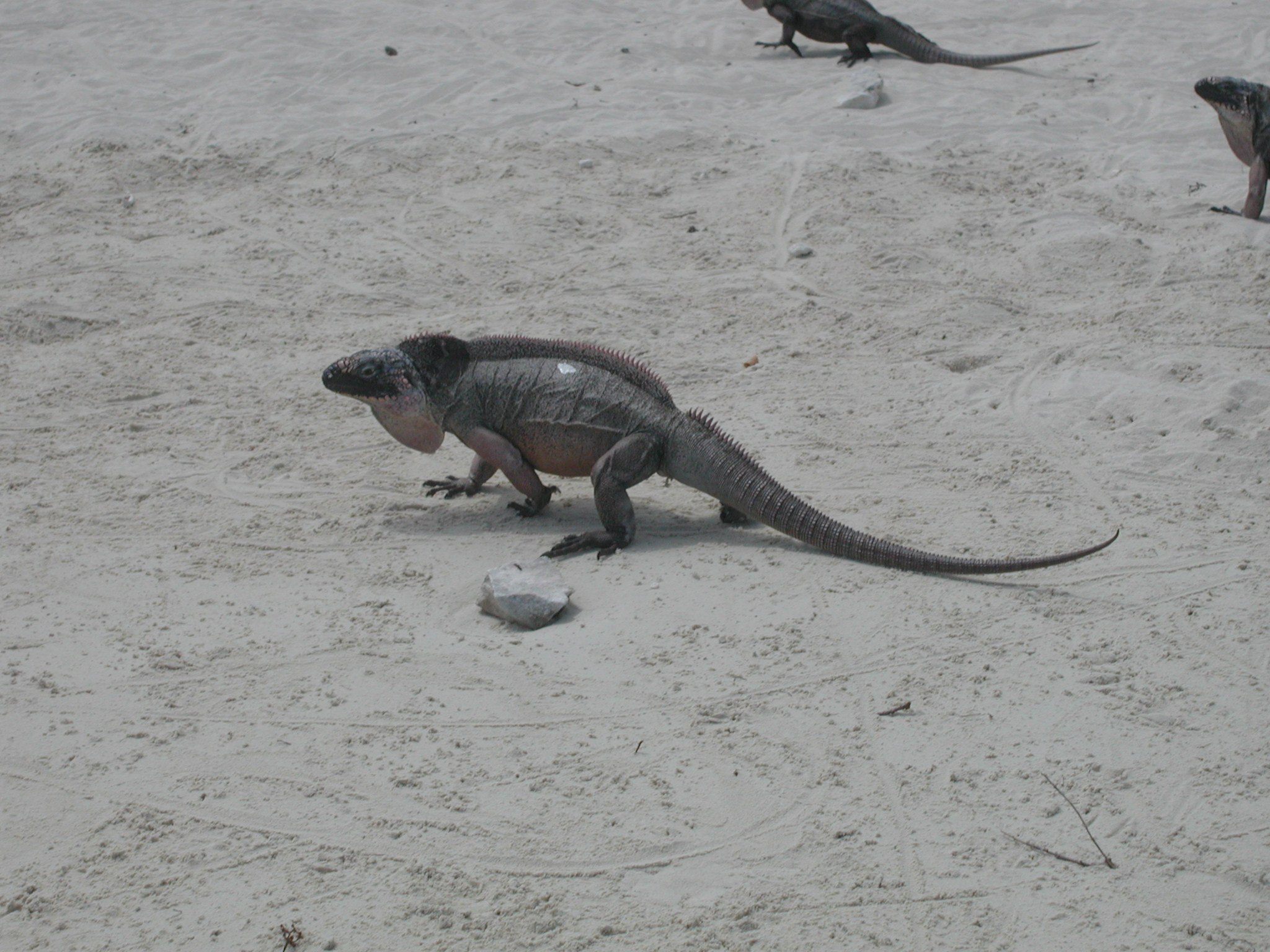
Cyclura nubila inornata

Cette espèce est endémique des Bahamas. Elle se rencontre à Andros et aux îles Exumas. Elle vit de préférence dans la forêt tropicale sèche, les landes de pins, les taillis côtiers, les mangroves et les plages. La nuit, en cas de mauvais temps où lorsqu'elle cherche à s'abriter d'une menace, cette espèce se réfugie dans les crevasses et les terriers creusés dans le sol.

## Taxinomie
Le nom du genre Cyclura vient de l'ancien grec cyclos (κύκλος) signifiant « circulaire » et ourá (οὐρά) signifiant « queue », fait allusion aux larges anneaux bien visibles sur la queue de tous les représentants de ce genre. Ces plus proches parents sont Cyclura nubila à Cuba, et Cyclura lewisi à Grand Cayman. Ces trois espèces ont apparemment divergé à partir d'un ancêtre commun il y a 3 millions d'années.
Cette espèce compte trois sous-espèces : Cyclura cychlura cychlura qui vit à Andros, Cyclura cychlura inornata dans le nord des îles Exumas, et Cyclura cychlura figginsi dans le centre et le sud des îles Exumas,. La biologiste Catherine Malone décrit C. c. cychlura comme étant phylogénétiquement différent de C. c. figginisi et C. c. inornata mais ne les considère pas pour autant comme espèces à part entière ; c'est pourquoi les trois animaux sont toujours considérés comme des sous-espèces pour le moment,.
Sous-espèces selon The Reptile Database (7 octobre 2015) :
- Cyclura cychlura cychlura (Cuvier, 1829)
- Cyclura cychlura figginsi Barbour, 1923
- Cyclura cychlura inornata Barbour & Noble, 1916

## Relations avec l'Homme

### Statut de sauvegarde
On estime que la population globale des trois sous-espèces réunies comprend moins de 5 000 individus et est en déclin. Cette population a régressé d'au moins 50 % à travers les 60 dernières années. C'est pourquoi cette espèce est classée comme « vulnérable » sur la liste rouge des espèces menacées de l'UICN. Les sous-espèces ont un statut différent, puisque Cyclura cychlura cychlura et C. c. inornata sont classées comme « en danger », tandis que C. c. figginsi est classé comme « en danger critique d'extinction ».

### Causes du déclin
La chasse est la principale menace pour cet iguane,. C'est une des seules espèces d'iguane des Caraïbes qui est encore régulièrement chassée pour sa viande, qui est consommée par l'Homme,. Les cochons sauvages posent également des problèmes, car en creusant ils détruisent les nids et les œufs des iguanes bâtis dans les nids de termites,. Les chiens domestiques et errants s'attaquent également aux jeunes comme aux adultes,. Les chèvres sauvages sont par ailleurs en concurrence avec ces animaux pour la nourriture.
Par ailleurs, comme les autres iguanes, cette espèce voit un rapide déclin de son habitat lié au développement des infrastructures humaines et à l'exploitation forestière.

### Efforts de sauvegarde
Cyclura cychlura est protégée par l'Annexe I du CITES (Convention on International Trade in Endangered Species), et son commerce est donc interdit, et comme les autres iguanes des Bahamas elle est protégée par le Wild Animals Protection Act of 1968. Toutefois, le statut de cette espèce n'est pas toujours bien connu par les populations qui continuent à la chasser. Pour éviter aux populations de péricliter, des efforts sont donc fait pour sensibiliser la population, par une signalisation indiquant que l'animal est protégé par exemple. Certaines zones d'habitat de cet iguane sont protégées, comme Pasture and Alligator Cays, Exuma Cays Land and Sea Park et une zone située au nord d'Andros. 
Des études sont pas ailleurs réalisées sur chacun des îlots abritant l'espèce pour connaître les menaces qui y règnent et adopter les mesures de sauvegarde adaptées. Par ailleurs, les cayes où l'on trouve un habitat adapté mais dont l'iguane est absent pourrait faire l'effet de mesures de déplacement d'animaux pour qu'elles soient recolonisées. L'élevage en captivité est une autre solution envisagée pour préserver l'espèce, et des animaux sont détenus au Nature Centre Different d'Abaco, au zoo d'Ardastra à Nassau et au zoo de Los Angeles

## Publications originales
- Barbour, 1923 : Another new Bahaman Iguana. Proceedings of the New England Zoological Club, vol. 8, n. , p. 107-109 (texte intégral).
- Barbour & Noble, 1916 : A revision of the lizards of the genus Cyclura. Bulletin of The Museum of Comparative Zoology, vol. 60, n. 4, p. 139-164 (texte intégral).
- Cuvier, 1829 : Le Règne Animal distribué, d'après son organisation, pour servir de base à l'Histoire Naturelle des Animaux et d'introduction à l'Anatomie Comparé. Nouvelle Édition. Les Reptiles. Déterville, Paris, vol. 2, p. 1-406 (texte intégral)